# Tennishal Sneek
De Tennishal Sneek is een sporthal in de stad Sneek die gebruikt wordt voor de tennissport.
De hal bevindt zich in de wijk Tinga, naast Sportpark Tinga (waar het overigens officieel geen deel van uitmaakt). De Tennishal is in 1988 gebouwd op initiatief van De Vliegende Bal en LTC Nomi en is een zogenaamde A-hal (bouwvorm in de vorm van de letter A). In de hal bevinden zich vier tennisbanen en een horecagelegenheid. In 2002 is de hal grondig gerenoveerd.
De Tennishal was eigendom van de Stichting Tennishal, die in 1986 is opgericht door bovengenoemde verenigingen, maar is sinds 1 januari 2005 in handen van een particulier.